# Ga Phasi Charoen MRT
Ga Phasi Charoen (tiếng Thái: สถานีภาษีเจริญ, phát âm [sā.tʰǎː.nīː pʰāː.sǐː t͡ɕā.rɤ̄ːn]) là một ga tàu điện Bangkok MRT nằm trên Tuyến Xanh Dương, nằm trên Đường Phet Kasem, Bangkok, Thái Lan.
Nhà ga nằm gần hẻm Soi Phet Kasem 54 nơi có văn phòng quận Phasi Charoen và nó kết nối với trung tâm mua sắm Seacon Bangkae bằng lối bộ hành trên cao.

## Hình ảnh

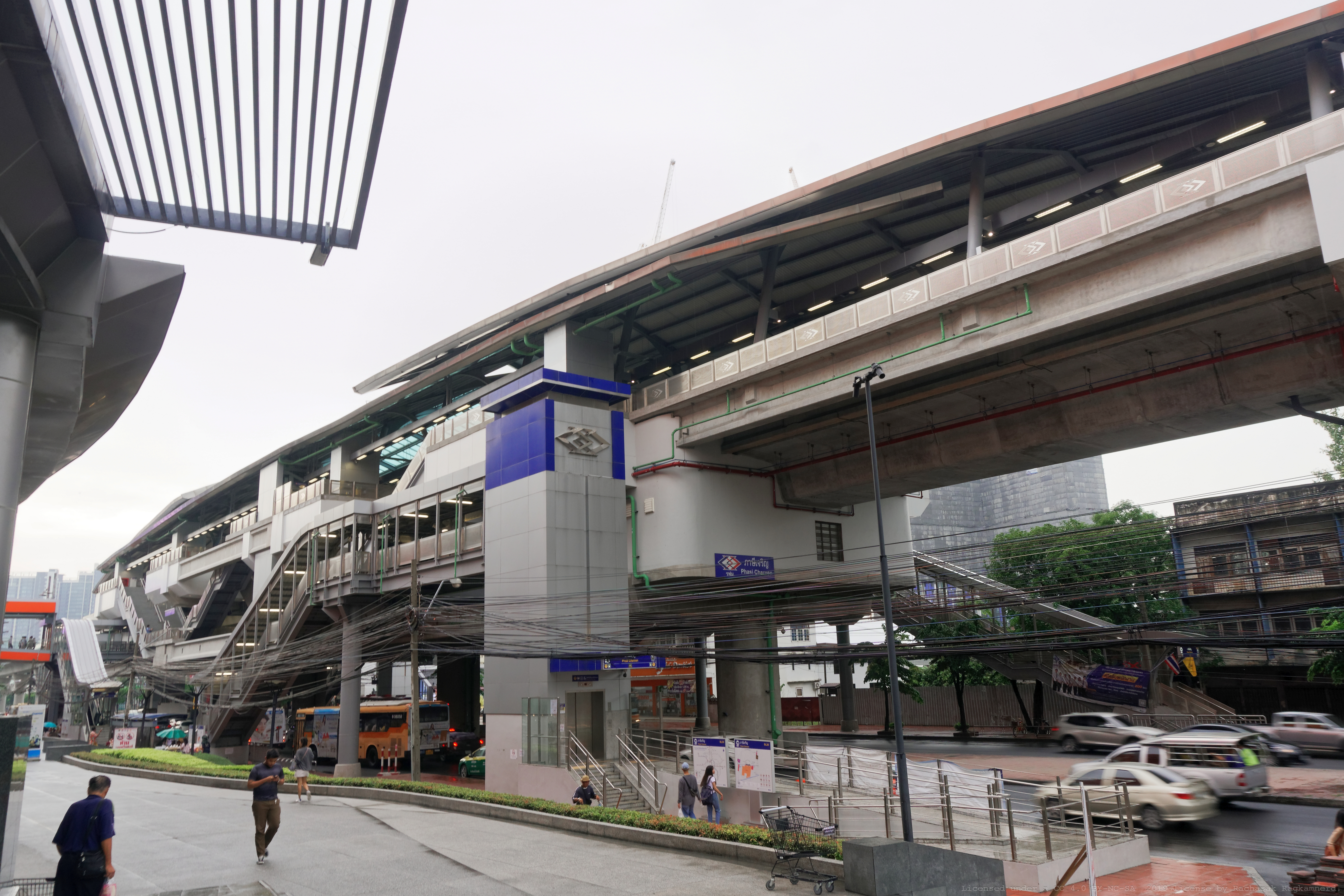
Ga Phasi Charoen
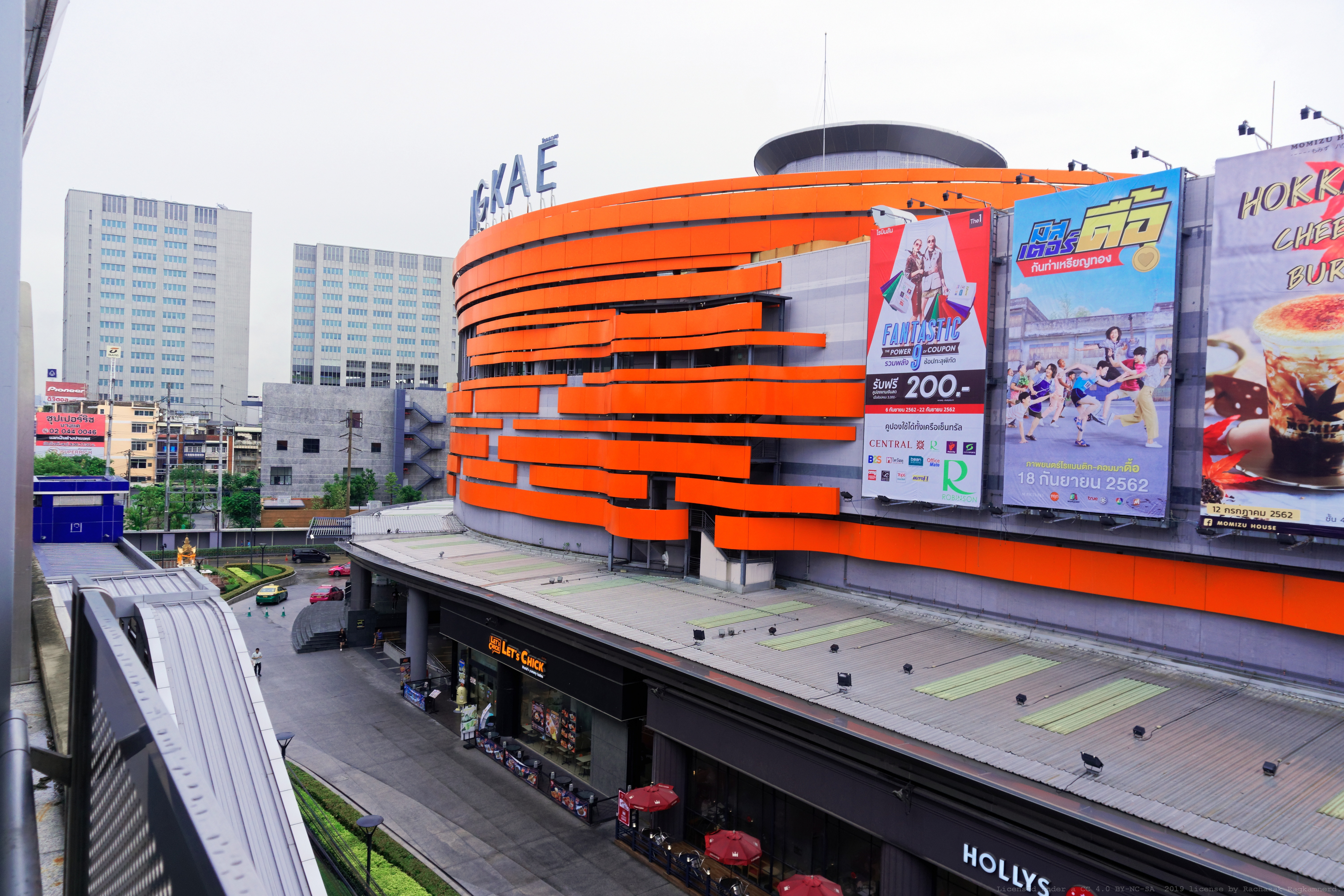
Seacon Bangkae nhìn từ nhà ga
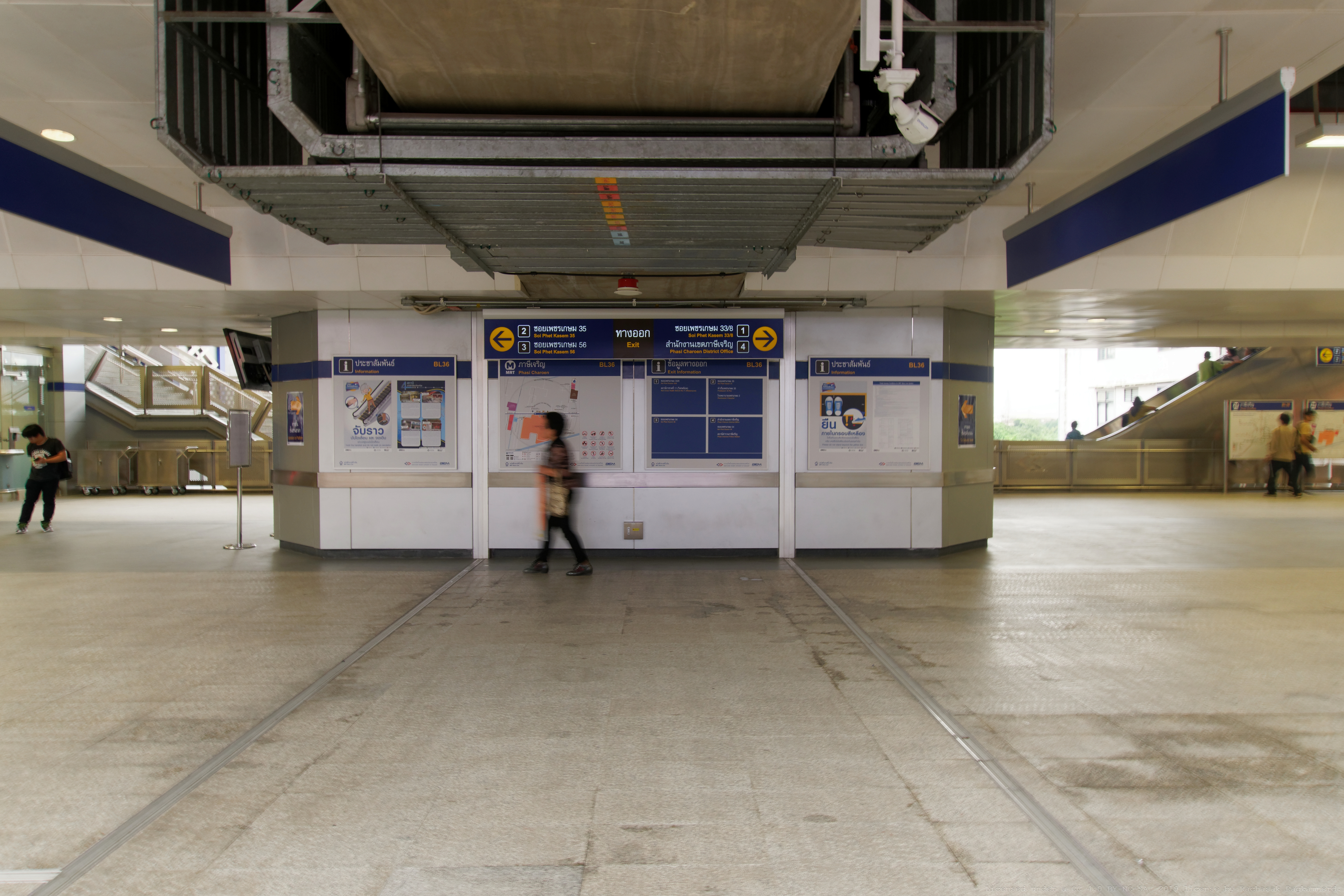
Quầy bán vé